# Resolució 301 del Consell de Seguretat de les Nacions Unides
La Resolució 301 del Consell de Seguretat de les Nacions Unides, aprovada el 20 d'octubre de 1971 després de reafirmar les resolucions anteriors sobre el tema, el Consell va condemnar als bantustans, que va qualificar de moviments destinats a destruir la unitat i la integritat territorial, juntament amb la contínua presència il·legal sud-àfricana a Namíbia, llavors coneguda com a Àfrica del Sud-oest.
El Consell va acabar demanant a tots els estats que donessin suport als drets de la població de Namíbia aplicant plenament les disposicions d'aquestes resolucions i va demanar al Secretari General que informés periòdicament sobre l'aplicació de la resolució .
La resolució va ser aprovada per 13 vots contra cap, amb l'abstenció de França i Regne Unit.
Aquesta va ser l'última resolució adoptada abans de l'expulsió de la República de la Xina (Taiwan) de les Nacions Unides, quan el seient de la Xina fou reconegut a la República Popular de la Xina.